# Sisyphus muricatus
Sisyphus muricatus là một loài bọ cánh cứng trong họ Bọ hung (Scarabaeidae).